# Holtnak nyilvánítás
A holtnak nyilvánítás az a hivatalos folyamat, aminek során valakit jogilag (de jure) halott személynek határoznak meg. A holttá nyilvánításnak számos kritériuma van és nem feltétlenül kötődik tényleges (de facto) halálesethez. A holtnak nyilvánítás részletszabályait a 2013. évi V. törvény II. CÍM 2:5-2:7 § és az 1/1960. (IV. 13.) IM rendelet határozzák meg.

## Halál tényének bírói megállapítása
Ha a halál tényének igazolására orvosi bizonyítvány nem állítható ki, de a halál ténye, ideértve annak időpontja és helye ismert, úgy a halál tényének bírói megállapítására kerülhet sor. Ilyen esetekben (pl.valaki repülőgép lezuhanása esetén veszti életét, de holtteste nem kerül elő) a bíróság végzése az orvosi bizonyítványt pótolja, ennek alapján szűnik meg a jogképessége és állnak be az öröklés jogkövetkezményei.
A bíróság a halál napját a körülmények mérlegelése alapján állapítja meg.
[Ptk. 2:6. § (1) bekezdés]

## Holtnak nyilvánítás
Más a helyzet, ha valaki eltűnik, mivel ilyenkor a halál csak valószínűsíthető (szemben például egy hajó elsüllyedésével), nem bizonyos, hogy meghalt, különösen nem az eltűnésétől számított rövid időn belül. Ám a hosszú ideig tartó eltűnések jogilag és társadalmilag is indokolatlan függő helyzetet eredményeznek (például eltűnt személy házastársa szeretne újból megházasodni, de hivatalosan nincs kimondva a válás, vagy a gyerekek öröksége a kérdés). Ennek a függő helyzetnek a rendezésére hivatott a holtnak nyilvánítás.
Az eltűnt személyt bírósági határozattal holtnak lehet nyilvánítani, ha eltűnésétől számítva öt év eltelt anélkül, hogy életbenlétére utaló bármilyen adat ismeretes volna.
A bíróság a halál napját a körülmények mérlegelése alapján állapítja meg. Ha a körülmények mérlegelése nem vezet eredményre, a halál időpontja az eltűnést követő hónap tizenötödik napja.
Folyamatábra:
```
  X.eltűnik>(†)>>>>>>>>>>>>>>>>>>>>>>>>bírósági határozat
              \         5 év          † napját mérlegeléssel
               \                      állapítja meg, ha ez nem
                \                     lehetséges: (†) ideje:
                 \--------------------eltűnés utáni hónap 15. nap
```

A holtnak nyilvánított személyt az ellenkező bizonyításáig (törvényi vélelem) halottnak kell tekinteni. Ha utóbb bebizonyosodik, hogy a holtnak nyilvánított a határozatban alapul vett időpontnál korábban vagy később tűnt el, de a holtnak nyilvánítás feltételei egyébként fennállanak, a bíróság a holtnak nyilvánító határozatot megfelelően módosítja. A jogkövetkezmények ilyen esetben a módosított határozat szerint alakulnak. (például valaki eltűnik 2000-ben, eltelik 5 év (2005), nincs adat róla – holtnak nyilvánítják. Utóbb (2010-ben) arról értesülnek, hogy 2003-ban látták a riói karneválon – 2003-ban még élt!, de mivel 2003 óta is eltelt már az 5 év, így csak az időpontot változtatják meg, a holtnak nyilvánítást nem).
Folyamatábra:
```
   X.eltűnik>>(†)>>>>>>>>>>>>>>{†}>bír.hat.>>>>>>>>>>máskor tűnt el,
              15. nap   5 év     \           pl.+5év  de felt. megvannak!
                                 \-------------------módosul(†)-(†)
```

Ha bebizonyosodik, hogy a holtnak nyilvánított a határozatban alapul vett időpontnál később tűnt el, és a holtnak nyilvánítás feltételei nem állnak fenn, a bíróság a holtnak nyilvánító határozatot hatályon kívül helyezi. A határozat alapján beállott jogkövetkezmények – ha jogszabály kivételt nem tesz – semmisek.
Folyamatábra:
```
   X.eltűnik>>(†)>>>>>>>>>>ÉL>>Bír.hat.>>>>>>utóbb kiderül
             15. nap   5 év  \           1év  hogy ekkor
                             \---------------még élt, úgy a
                                             bír.hat. semmis
```

Ha a holtnak nyilvánított előkerül, a határozat hatálytalan, és az annak alapján beállott jogkövetkezmények semmisek.
Folyamatábra:
```
   X.eltűnik>>(†)>>>>>>>>>>>>>Bír.hat.ez alapján>>>>előkerül
             15. nap   5 év       öröklés            semmis az
                                      \-------------öröklés
```

## A holttá nyilvánítás szabályai a Polgári Törvénykönyvben
A holttá nyilvánításól a Polgári Törvénykönyvről szóló 2013. évi V. törvény Második Könyvének Első Része, azon belül a II. cím (A holtnak nyilvánítás) rendelkezik.
- 2:4. §. [A holtnak nyilvánítás] A jogképesség a halállal szűnik meg.
- 2:5. §. [A halál időpontjának meghatározása] Az eltűnt személyt a bíróság kérelemre holtnak nyilvánítja, ha eltűnésétől öt év eltelt anélkül, hogy életben létére utaló bármilyen adat ismert volna. A holtnak nyilvánított személyt az ellenkező bizonyításáig halottnak kell tekinteni. A holtnak nyilvánítást az eltűnt személy közeli hozzátartozója, az ügyész, a gyámhatóság és az kérheti, akinek az eltűnt holtnak nyilvánítása jogi érdekét érinti.
- 2:6. §. [A halál időpontjának meghatározása] A bíróság a halál időpontját a körülmények mérlegelése alapján határozza meg. Ha a körülmények mérlegelése nem vezet eredményre, a halál időpontja az eltűnést követő hónap tizenötödik napja.
- 2:7. §. [Változás a holtnak nyilvánítás alapjául vett körülményekben] Ha bebizonyosodik, hogy a holtnak nyilvánított a határozatban alapul vett időpontnál korábbi vagy későbbi időpontban tűnt el, de a holtnak nyilvánítás feltételei egyébként fennállnak, a bíróság a holtnak nyilvánító határozatot módosítja. A jogkövetkezmények a módosított határozat szerint alakulnak. Ha bebizonyosodik, hogy a holtnak nyilvánított a határozatban alapul vett időpontnál később tűnt el, és ezért a holtnak nyilvánítás feltételei nem állnak fenn, a bíróság a holtnak nyilvánító határozatot hatályon kívül helyezi, és az annak alapján beállott jogkövetkezmények semmisek. A holtnak nyilvánító határozat módosítását és hatályon kívül helyezését ugyanazok kérhetik, mint a holtnak nyilvánítást. Ha a holtnak nyilvánított előkerül, a holtnak nyilvánító határozat hatálytalan, és az annak alapján beállott jogkövetkezmények semmisek.

## A házasság és a holtnak nyilvánítás viszonya
A holtnak nyilvánítás esetén megnyílik az út az új házasságkötésre, tehát önmagában a holtnak nyilvánítás a házasságot nem szünteti meg. Ha a házastárs él ezzel a lehetőséggel, úgy az új házasság megkötésének pillanatában szűnik meg a régi házasság, kivéve, ha bármelyik fél rosszhiszemű volt, azaz tudta valamelyikük, hogy a halál valójában nem következett be. Ha utóbb előkerül a régi házastárs, úgy a házassága nem éled újjá, erre nem hat ki a semmisség.

## A holtnak nyilvánítási eljárás
Ez egy, a polgári eljárásjog szabályai szerint zajló peren kívüli eljárás, amelyben a bíróság ülnökök közreműködése nélkül jár el,
hatályos szabályait 2018. január 1-jétől a bírósági polgári nemperes eljárásokban alkalmazandó szabályokról, valamint egyes bírósági nemperes eljárásokról szóló 2017. évi CXVIII. törvény tartalmazza.

### A korábbi szabályozás
Az eljárásra kizárólag az a járásbíróság illetékes, amelynek területén az eltűnt belföldi lakóhelye, illetőleg ennek hiányában utolsó tartózkodási helye volt. Belföldi lakóhely vagy tartózkodási hely hiányában kizárólag az a járásbíróság illetékes, amelynek területén az eltűntnek vagyona, illetőleg vagyonának túlnyomó része van.Ha az illetékes bíróság az (1) bekezdés rendelkezései alapján nem állapítható meg, az eljárásra a Pesti Központi Kerületi Bíróság illetékes; a holtnak nyilvánítást kérő személy azonban a Kúriától más bíróság kijelölését kérheti, ha ez az eljárás során felveendő bizonyítás szempontjából vagy más okból célszerűnek mutatkozik.
Az eljárás kérelemre indul, melyben fel kell tüntetni az alábbiakat:
- az eljáró bíróságot és azokat az adatokat, amelyekből a bíróság illetékessége megállapítható;

- az eltűnt nevét, születési évét, illetőleg életkorát, utolsó lakóhelyét és foglalkozását;
- az eltűnt szüleinek, házastársának, gyermekeinek, valamint törvényes képviselőjének nevét és lakását;
- az eltűnés idejének és körülményeinek tüzetes előadását;
- a kérelem előterjesztésére való jogosultság jogcímét.

Ha a kérelem megfelelő, a bíróság hirdetményt bocsát ki a holtnak nyilvánítási eljárásban szereplő adatok tisztázása végett. A hirdetményben fel kell hívni az eltűntet, továbbá mindazokat, akiknek az eltűnt életben létéről vagy elhalálozásáról, illetőleg eltűnéséről, vagy pedig holtnak nyilvánítás szempontjából lényeges egyéb körülményekről tudomásuk van, hogy az erre vonatkozó adatokat a bíróságnak, illetőleg az esetleg kirendelt ügygondnoknak (ha kirendelése az eset körülményeihez képest szükségesnek látszik) harminc nap alatt jelentsék be, mert ellenkező esetben a bíróság a rendelkezésre álló adatok alapján fog a holtnak nyilvánítás kérdésében határozni. A hirdetményt harminc napra ki kell függeszteni a bíróság hirdetőtábláján, továbbá a bíróság illetékessége szempontjából irányadó polgármesteri hivatal vagy közös önkormányzati hivatal hirdetőtábláján is. A jegyző köteles a hirdetményt a helyben esetleg szokásos egyéb módon is közzétenni. Kivételes esetben a bíróság elrendelheti belföldi vagy külföldi napilapban történő hirdetés útján is a hirdetmény közzétételét, melynek költségét a kérelem előterjesztője köteles viselni, és ennek megtörténtét igazolni kell egy megfelelő lappéldány felmutatásával. A hirdetményt a kérelmezőnek, az eltűnt esetleges törvényes képviselőjének, illetőleg a részére esetleg kirendelt gondnoknak vagy ügygondnoknak, az eljáráshoz csatlakozott más érdekelteknek, valamint az eltűnt ismert hozzátartozóinak is kézbesíteni kell. Ha részükre szabálytalanul vagy egyáltalán nem kézbesítették a hirdetményt, a bíróság szabadon mérlegeli, hogy szükséges-e a kézbesítés megismétlése. Ha az eltűnés háborús eseményekkel kapcsolatban következett be, a hirdetményt kézbesíteni kell a honvédelmi miniszternek, valamint a Magyar Vöröskereszt Országos Igazgatóságának is.
Azok, akiknek a hirdetményt kézbesítették, kötelesek az eltűntre vonatkozó és a holtnak nyilvánítás szempontjából jelentős adatokat a hirdetményi határidő lejárta előtt a bírósággal közölni. A bíróság a holtnak nyilvánítás szempontjából jelentős körülmények kihirdetése érdekében hivatalból is tudakozódhat és bizonyításfelvételt rendelhet el, ha ezt akár a kérelemben előadott tényállás, akár pedig a bárki által közölt adatok alapján szükségesnek látja. A bizonyításfelvétel során a bíróság a holtnak nyilvánítás iránti kérelem előterjesztőjét is tanúként hallgathatja ki. Eljárása során a bíróság a lehetőséghez képest köteles megállapítani azokat az adatokat is, amelyek az anyakönyvi bejegyzéshez szükségesek, és az adatokat a személyiadat- és lakcímnyilvántartásban is ellenőrizheti.
A hirdetményi határidő lejárta után a bíróság a holtnak nyilvánítás kérdésében a rendelkezésre álló adatok alapján tárgyalás kitűzése nélkül, de szükség esetén az érdekeltek meghallgatása után végzéssel határoz. Végzését a bíróság köteles megindokolni. A hirdetményi határidő a határozathozatal szempontjából csak akkor tekinthető lejártnak, ha a hirdetmény a bírósági vagy a polgármesteri hivatali vagy a közös önkormányzati hivatali hirdetőtáblán harminc napon át ki volt függesztve, a háborús eseménnyel kapcsolatos kézbesítés esetén pedig a kézbesítéstől is számítva legalább harminc nap eltelt. Ha a rendelkezésre álló adatok szerint a holtnak nyilvánítás előfeltételei fennállnak, a bíróság az eltűntet holtnak nyilvánítja, ellenkező esetben pedig a kérelmet elutasítja. Holtnak nyilvánítás esetében a bíróság a halál idejét is megállapítja, valamint az eljárás költségeit. A költségeket a kérelmező fél felhívásra megelőlegezni köteles, kivéve az ügyész által indított keresetet, mert ez a költségmentesség szabályai szerint alakul. Lehetőség van a holtnak nyilvánított személy hagyatékából is a költségek megtérítésére. A határozatot a holtnak nyilvánítás iránti kérelem előterjesztőjének, valamint - a honvédelmi miniszter és a Magyar Vöröskereszt Országos Igazgatósága kivételével - mindazoknak kézbesíteni kell, akiknek a bíróság a hirdetményt kézbesítette.
A végzés kézhezvételétől számított 15 napon belül minden érintettnek joga van fellebbezni, még akkor is, ha az eljárásban nem vett részt. Az a fellebbezésre jogosult, akinek a végzést nem kézbesítették, fellebbezését mindaddig előterjesztheti, amíg a fellebbezési határidő nem járt le mindazokra a fellebbezésekre jogosultakra nézve, akiknek részére a végzés kézbesítése megtörtént.
A holtnak nyilvánító végzés módosítását, illetőleg hatályon kívül helyezését, a kérelem előterjesztésére jogosultak bármelyike kérheti az első fokon eljárt bíróságnál, a holtnak nyilvánítási eljárás szabályainak megfelelően. Ha bizonyítják, hogy a holtnak nyilvánított még él, a bíróság a holtnak nyilvánítás iránti kérelem előterjesztésére jogosult személyek bármelyikének, vagy bármely hatóságnak a kérelmére a holtnak nyilvánító végzés hatálytalanságát állapítja meg. Ha a holtnak nyilvánított maga kéri a holtnak nyilvánító végzés hatálytalanságának megállapítását és személyazonossága tekintetében kétség nem forog fenn, a bíróság a végzés hatálytalanságát bizonyítási eljárás lefolytatása nélkül állapítja meg.
A holtnak nyilvánítási eljárás szabályai vonatkoznak a halál tényének megállapításának eljárására. Itt azonban hirdetményt nem kell kibocsátani, ha a halál közveszély, köztudott baleset vagy más súlyos szerencsétlenség folytán következett be. Azt, hogy az adott esetben ilyen körülmény fennállott, a bíróság megkeresésére az igazságügyért felelős miniszter közli. Ilyen esetben a bíróság a közölt, valamint a rendelkezésre álló adatok alapján tárgyaláson kívül hoz határozatot. Egyébként ha hirdetmény kibocsátásának van helye, abban közölni kell a halál idejére és helyére vonatkozó adatokat is. A végzésben a halál napját és a lehetőséghez képest a halál közelebbi idejét is meg kell állapítani.
Miután a holtnak nyilvánító vagy a halál tényét megállapító végzés jogerőre emelkedett, a bíróság megküldi azt:
- a hagyatéki eljárásra illetékes közjegyzőnek,
- a haláleset anyakönyvezése végett a haláleset helye, ha pedig ez nem állapítható meg, vagy külföldön van, a születési hely anyakönyvvezetőjének; ha a születési hely külföldön van vagy ismeretlen, a hazai anyakönyvezést végző anyakönyvvezetőnek,
- a hagyaték leltározása végett a meghalt személy utolsó belföldi lakóhelye szerint illetékes helyi önkormányzat jegyzőjének, ha pedig ez ismeretlen, a hagyatéki vagyon fekvésének helye szerint illetékes helyi önkormányzat jegyzőjének;
- ha az eltűnés vagy halál háborús eseményekkel kapcsolatban következett be, a bíróság a jogerős végzését hivatalból közli a honvédelmi miniszterrel, valamint a Magyar Vöröskereszt Országos Igazgatóságával is.

A bíróság - ha ezek ismeretesek - a következő adatokat közli végzésében az anyakönyvvezetővel:
- a halál ideje év, hónap és nap szerint
- a meghalt családi és utóneve, születési helye és ideje, állása (foglalkozása), lakóhelye és családi állapota;
- a meghalt élő, elhunyt, vagy elvált házastársának családi és utóneve, házasságkötésének helye és éve
- a meghalt szüleinek családi és utóneve
- a halál helye és oka.